# Clayton (California)
Clayton es una ciudad ubicada en el condado de Contra Costa, California, Estados Unidos. Tiene una población estimada, a mediados de 2023, de 17 461 habitantes.

## Geografía
La localidad está ubicada en las coordenadas 37°56′25″N 121°55′48″O / 37.94028, -121.93000 (37.940322, -121.930075). Según la Oficina del Censo, tiene una superficie total de 9.95 km², correspondientes en su totalidad a tierra firme.

## Demografía
Según la estimación 2018-2022 de la Oficina del Censo, los ingresos medios de los hogares de la localidad son de $164,899 y los ingresos medios de las familias son de $184,693. Los ingresos per cápita en los últimos doce meses, medidos en dólares de 2022, son de $70,772. Alrededor del 1.7% de la población está por debajo de la línea de pobreza.